# Антони Обам
Антони Обам (рођен 10. септембра 1988. године у Либрвилу) је габонски репрезентативац у теквондоу.
У каријери је имао 15 регистрованих борби од којих је добио 11. Током борби је остварио 83 поена ударцем, док је 50 поена прикупио током борбе. У каријери је 3 пута играо на златан поен и има скор од 2 добијена и 1 изгубљеним поеном. До сада је учествовао на 6 међународних такмичења.
На Летњим Олимпијским играма у Лондону 2012. године је освојио сребрну медаљу у категорији преко 80 килограма, поставши првим спортистом из Габона који је освојио медаљу на олимпијским играма.

## Олимпијске игре 2012.
Обам је победио тројицу противника до финала. Редом је побеђивао Томсена Фуатага са Самое, Робелиса Деспајна са Кубе и Бахрија Танрикулуа из Турске. У финалу се састао са Карлом Молфетом из Италије. Обам је водио током целе борбе али је она завршена нерешеним резултатом 9-9. Потом су судије победу доделиле Молфету. Обам је након борбе био врло разочаран и изјавио је да је изгубио због како је он рекао младалачке грешке.
Обама је дочекало на хиљаде навијача у Либрвилу. Обам је тада изјавио да осећа огроман понос и задовољство након што је земљи донео прву олимпијску медаљу.

## Важнији резултати
| Година, место  | Такмичење         | Дисциплина | Група 32           | Група 16                       | Четвртфинале                | Полуфинале                 | Репесаж полуфинале | Репесаж финале     | Финале                       | Место            |
| Година, место  | Такмичење         | Дисциплина | Противник Резултат | Противник Резултат             | Противник Резултат          | Противник Резултат         | Противник Резултат | Противник Резултат | Противник Резултат           | Место            |
| -------------- | ----------------- | ---------- | ------------------ | ------------------------------ | --------------------------- | -------------------------- | ------------------ | ------------------ | ---------------------------- | ---------------- |
| 2010, Триполи  | Афричко првенство | - 87 кг    |                    |                                |                             |                            |                    |                    |                              |                  |
| 2011, Gyeongju | Светско првенство | - 87 кг    | Лафјали Поб 12-0   | Штастни Поб 4-1                | Голциос Изг 5-7             | Није се пласирао           | Није се пласирао   | Није се пласирао   | Није се пласирао             | Није се пласирао |
| 2012, Лондон   | Олимпијске игре   | + 80 кг    |                    | Томсен Фуатага (SAM) · Поб 9–2 | Деспајн (CUB) · Поб 1–0 SDP | Танрикулу (TUR) · Поб. 3–2 |                    |                    | Молфета (ITA) · Пор. 9–9 СУП |                  |